# مسابقات قهرمانی آمریکای مرکزی و کارائیب ۱۹۶۱
مسابقات قهرمانی آمریکای مرکزی و کارائیب ۱۹۶۱ دومین دوره از مسابقات باشگاهی منطقه‌ای بود که توسط سی‌سی‌سی‌اف برگزار شد. باشگاه‌های شرکت‌کننده، قهرمانان لیگ‌های مربوطه خود بودند. این مسابقات شامل ۴ باشگاه از آمریکای مرکزی و یک باشگاه کارائیبی بود. در دوره ۱۹۶۱، باشگاه‌های آمریکای شمالی حضور نداشتند؛ در عوض، قهرمانان آمریکای مرکزی از مرحله پلی‌آف چهار تیمی، به مصاف باشگاه کارائیبی می‌رفتند.

## تیم‌های شرکت کننده

### آمریکای مرکزی
- آگویلا
- آلاخولنسه
- کامیونیکیشنس
- المپیا

### کارائیب
- یونگ هلند

## مسابقات

### یک‌چهارم نهایی
| ۲۳ آوریل ۱۹۶۱ | کامیونیکیشنس | ۰–۱ | آگویلا |  |

| ۳۰ آوریل ۱۹۶۱ | آگویلا | ۲–۲ (۳–۲ گ.ح.) | کامیونیکیشنس |  |

| ۱۴ مه ۱۹۶۱ | المپیا | ۱–۱ | آلاخولنسه |  |

| ۲۱ مه ۱۹۶۱ | آلاخولنسه | ۳–۱ (۴–۲ گ.ح.) | المپیا |  |

### نیمه نهایی
| ۱۸ ژوئن ۱۹۶۱ | آلاخولنسه | ۶–۰ | آگویلا |  |

| ۱ اکتبر ۱۹۶۱ | آگویلا | ۱–۱ (۱–۷ گ.ح.) | آلاخولنسه |  |

### فینال
| ۳ دسامبر ۱۹۶۱ | یونگ هلند | ۱–۱ | آلاخولنسه | ویلمستاد |

| ۵ دسامبر ۱۹۶۱ | یونگ هلند | ۱–۲ (۲–۳ گ.ح.) | آلاخولنسه | ویلمستاد |